# Ramphotyphlops kimberleyensis
Ramphotyphlops kimberleyensis este o specie de șerpi din genul Ramphotyphlops, familia Typhlopidae, descrisă de Storr 1981. Conform Catalogue of Life specia Ramphotyphlops kimberleyensis nu are subspecii cunoscute.